# Übereinkommen des Europarats zum Schutz von Kindern vor sexueller Ausbeutung und sexuellem Missbrauch
Das Übereinkommen des Europarates zum Schutz von Kindern vor sexueller Ausbeutung und sexuellem Missbrauch (sog. Lanzarote-Konvention) wurde am 25. Oktober 2007 vom Europarat verabschiedet.
Das Übereinkommen mit der SEV-Nr. 201 steht allen Mitgliedstaaten des Europarates und allen Nichtmitgliedstaaten, die sich an der Ausarbeitung des Übereinkommens beteiligt haben, sowie der Europäischen Gemeinschaft zur Unterzeichnung offen. Andere Nichtmitgliedstaaten können dem Übereinkommen auf Einladung des Ministerkomitees des Europarats beitreten. Als völkerrechtlicher Vertrag hat die Konvention alleine noch keine Auswirkungen auf das Strafrecht. Die Staaten, die es ratifiziert haben, verpflichten sich aber darin, bestimmte Aktionen vorzunehmen. Unter anderem verpflichten sich die Staaten, sexuellen Missbrauch auch dann zu verfolgen, wenn er innerhalb der Familie oder im Ausland erfolgt. Das Übereinkommen sieht darüber hinaus Programme zur Unterstützung von Opfern vor.
Österreichs Parlament hat das Übereinkommen im Herbst 2010 ratifiziert, es trat mit 1. Juni 2011 in Österreich in Kraft (BGBl. III Nr. 96/2011). Die Schweiz ratifizierte den Vertrag am 18. März 2014, er trat zeitgleich mit Strafrechtsverschärfungen am 1. Juli 2014 in Kraft. Deutschland hat das Übereinkommen am 18. November 2015 ratifiziert, am 1. März 2016 ist es in Kraft getreten.
Tschechien, als Mitglied des Europarats, hat das Abkommen im Mai 2016 und Armenien im Mai 2020 ratifiziert. Zuletzt hatten Aserbaidschan und Irland das Abkommen in Kraft gesetzt. Damit ist das Übereinkommen in allen Staaten des Europarats (seit dem 1. April 2021) in Kraft. Im Oktober 2019 war auch Tunesien dem Abkommen beigetreten.